# Conus stellatus
Conus stellatus é uma espécie de gastrópode do gênero Conus, pertencente à família Conidae.